# Melanochyla
Genre
Melanochyla est un genre de plantes de la famille des Anacardiaceae.

## Liste d'espèces
Selon Catalogue of Life (12 septembre 2020) :
- Melanochyla angustifolia Hook. fil.
- Melanochyla auriculata Hook. fil.
- Melanochyla axillaris Ridl.
- Melanochyla beccariana Oliver
- Melanochyla borneensis (Ridl.) Ding Hou
- Melanochyla bracteata King
- Melanochyla bullata Ding Hou
- Melanochyla caesia (Bl.) Ding Hou
- Melanochyla castaneifolia Ding Hou
- Melanochyla condensata K. M. Kochummen
- Melanochyla densiflora King
- Melanochyla elmeri Merr.
- Melanochyla fasciculiflora K. M. Kochummen
- Melanochyla fulvinervis (Bl.) Ding Hou
- Melanochyla kunstleri King
- Melanochyla longipetiolata K. M. Kochummen
- Melanochyla minutiflora Ding Hou
- Melanochyla montana K. M. Kochummen
- Melanochyla nitida King
- Melanochyla scalarinervis K. M. Kochummen
- Melanochyla semecarpoides Ding Hou
- Melanochyla tomentosa Hook. fil.
- Melanochyla woodiana K. M. Kochummen

Selon Tropicos (12 septembre 2020) :
- Melanochyla scalarinervis Kochummen